# Bahnhof Pavilnys

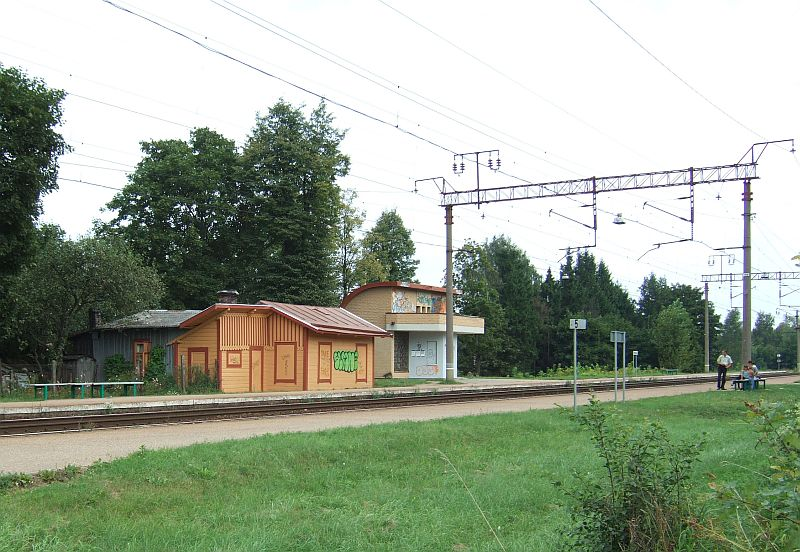
Bahnhof Pavilnys

Der Bahnhof Pavilnys ist ein Bahnhof in der litauischen Hauptstadt Vilnius. Der Bahnhof liegt an der Petersburg-Warschauer Eisenbahn im Stadtteil Žemasis Pavilnys und in der Nähe des Stadtteils Aukštasis Pavilnys. Unmittelbar nördlich der Station befindet sich der Regionalpark Pavilniai. Der Bahnhof wird von elektrischen Zügen bedient, die von Naujoji Vilnia nach Vilnius und weiter nach Kaunas und Trakai fortsetzen, sowie von S-Bahn-Zügen nach Kena, Turmantas und Ignalina. Ende des 19. Jahrhunderts wurde die Petersburg-Warschauer Eisenbahn (von St. Petersburg in Russland nach Warschau in Polen) gebaut. Züge fuhren ab dem 15. März 1862. 1914 wurde der Bahnhof von acht Zügen pro Tag bedient. Zum Entladen von Baumaterial wurde ein Stumpfgleis gebaut.